# 碘氰吲哚洛尔
碘氰吲哚洛尔（INN：Iodocyanopindolol）是一种与吲哚洛尔相关的药物，既可作为β1肾上腺素能受体拮抗剂，又可作为5-HT1A受体拮抗剂。其125I放射性标记衍生物已广泛用于绘制体内β肾上腺素能受体的分布图。